# Citroën Xantia
La Xantia è un'autovettura di fascia medio-alta del segmento D prodotta dalla casa automobilistica francese Citroën dal 1993 al 2002.

## Storia

### Genesi della vettura
Il progetto X1, volto alla realizzazione di una nuova vettura destinata a sostituire la Citroën BX, venne avviato nel 1987. L'allora esponente della fascia medio-alta nel listino Citroën, nonostante fosse in listino dal 1982 (quindi era un modello non più freschissimo, ma allo stesso tempo ancora non particolarmente vecchio), era caratterizzata da una linea particolare, che non poteva trovare i consensi di tutti e non avrebbe potuto reggere a lungo le pressioni di una concorrenza sempre più agguerrita.

Le specifiche imponevano una vettura sicuramente più moderna, ma anche più grande e spaziosa, dalla linea signorile, elegante, e nel contempo intrisa di una certa dose di sportività che distaccasse la nuova vettura dalla produzione precedente.

La stampa specializzata cominciò a pubblicare i primi disegni di come avrebbe potuto essere la nuova vettura, comprese anche alcune ipotetiche evoluzioni con carrozzeria coupé, queste ultime cadute di fatto nel dimenticatoio poco tempo dopo il lancio della vettura. Erano nate anche alcune congetture sulla denominazione del nuovo modello: da una parte c'era chi diceva che la vettura avrebbe ripreso la linea delle denominazioni delle Citroën più recenti (lettera alfabetica + X), e che quindi si sarebbe chiamata DX. Dall'altra parte si diceva invece che la vettura avrebbe mantenuto il nome del progetto, X1, dando così vita ad un nuovo filone di denominazioni. Nel frattempo, i primi prototipi furono testati su strada alla fine dell'estate 1992.

Le prime foto ufficiali della nuova Citroën furono diffuse alla fine del 1992, assieme alla denominazione definitiva: Xantia.

### Debutto
La presentazione ufficiale della vettura avvenne invece nel marzo 1993 al Salone di Ginevra: la Xantia fu introdotta per sostituire la BX,, ma di fatto andava a posizionarsi più in alto rispetto alla sua progenitrice.

#### Linea ed interni
La Xantia fece tesoro delle critiche mosse alla Citroën ZX, presentata 4 anni prima e criticata per il suo essere eccessivamente convenzionale e troppo poco "Citroën". La casa del double chevron decise quindi che la nuova auto del segmento D dovesse in qualche modo riflettere ancora il carattere forte della casa in campo stilistico e non solo.

Il corpo vettura, disegnato da Bertone insieme al Centro stile Citroën, era caratterizzato da una linea più convenzionale rispetto a quella di alcune sue antenate.

L'impostazione generale della carrozzeria era quella di una berlina a due volumi e mezzo, in contrasto con le carrozzerie a due volumi della precedente BX e dell'allora recente ammiraglia, la Citroën XM. Dai caratteri stilistici di quest'ultima, comunque, la Xantia attingeva a piene mani, specie per quanto riguarda lo styling del frontale, decisamente affilato come quello della "sorella maggiore", e dotato di sottili gruppi ottici di forma rettangolare. La calandra era praticamente costituita da un elemento rettangolare in tinta con la carrozzeria e sottolineato da due feritoie trasversali. Il logo della Casa era situato sopra la calandra, all'estremità anteriore del cofano motore, ed in posizione centrale, al contrario della XM, che in quegli anni lo portava ancora su un lato della calandra.

La vista laterale evidenziava l'andamento a cuneo del corpo vettura, dotato di una coda corta e tronca che rende dinamico e sportiveggiante la vista d'insieme. Gli anni novanta sono il decennio in cui le Citroën tendono a staccarsi da alcuni stilemi del passato. Ecco che anche la Xantia perde le semicarenature ai passaruota posteriori, un processo di attualizzazione cominciato, sia pur parzialmente, già dalla ZX e la XM.

La coda, tronca e piuttosto alta, contribuisce a dare alla vettura una forte connotazione sportiva. I fari posteriori sono grandi e rettangolari. Il portellone posteriore di quest'ultima versione era disegnato in modo da non appesantire eccessivamente la dinamica linea della berlina, e in modo da garantire nello stesso tempo un'ottimale capacità di carico.

L'abitacolo è caratterizzato da soluzioni piuttosto sobrie, eccezion fatta per il volante bi-razza e per il cruscotto che sul lato passeggero è stato sagomato in modo da costituire un vano portaoggetti, ma dotato anche di una particolare barra trasversale che funge sia da maniglia per il passeggero stesso, sia per impedire la caduta degli oggetti riposti nell'apposito vano.

Il vano bagagli, che normalmente poteva garantire una capacità massima di 480 litri, poteva arrivare ad una capienza massima di 878 litri abbattendo lo schienale posteriore.

#### Struttura, meccanica e motori

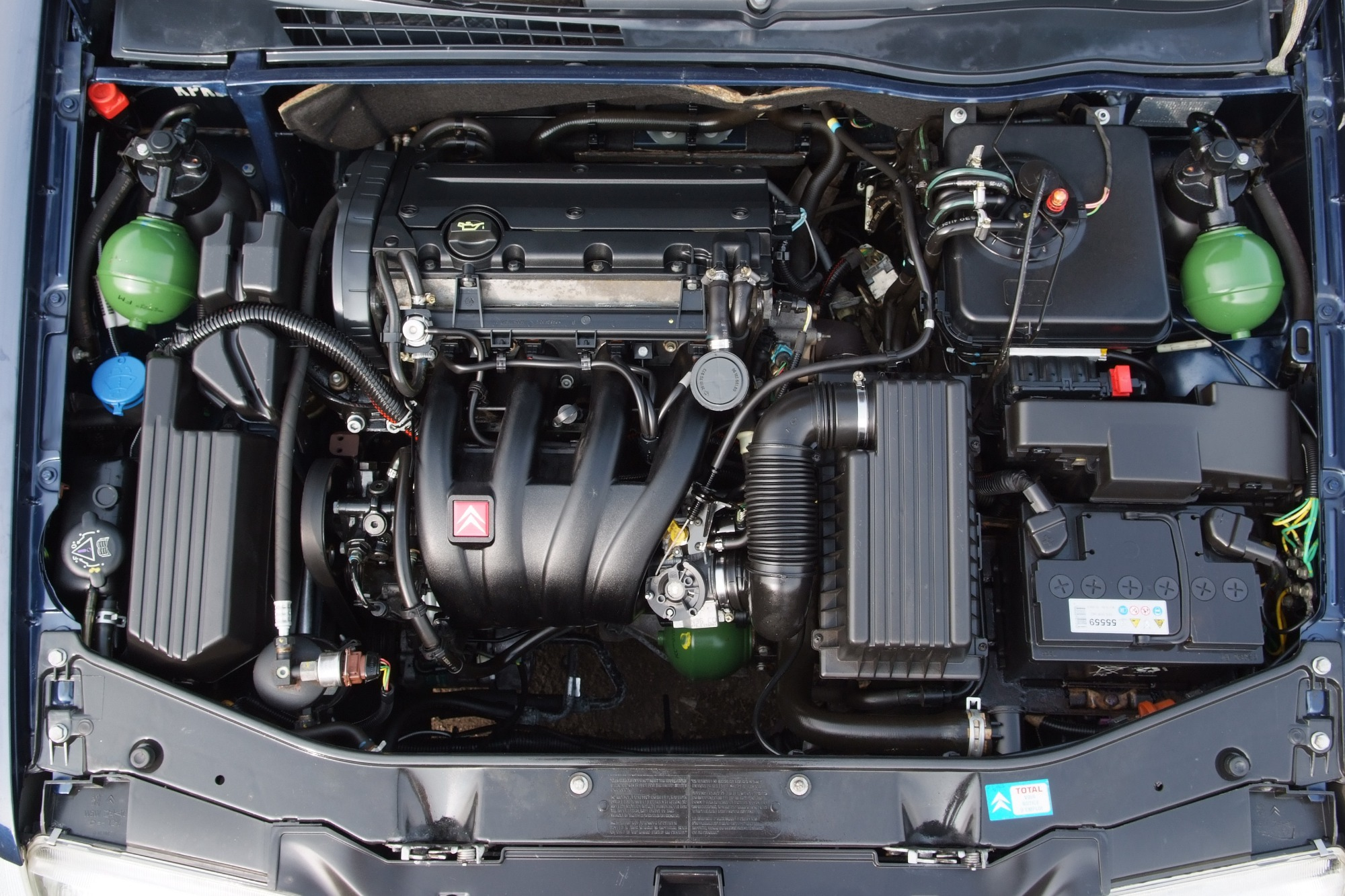
Il vano motore di una Xantia: si notino in particolare le sfere idropneumatiche verdi, facenti parte del sistema di sospensioni Hydractive 2

La Xantia nasceva su un pianale completamente nuovo e destinato in futuro a fare da base anche per la Peugeot 406, che con la Xantia condivideva gran parte della meccanica, ad eccezione delle sospensioni, che nella Xantia sono molto più innovative. Va detto che quando si parla di Citroën di fascia alta o medio-alta è inevitabile parlare anche delle sospensioni idropneumatiche, una soluzione oramai risalente alla metà degli anni cinquanta, quando la casa francese lanciò la celebre ammiraglia DS. La Xantia non faceva eccezione e, se nelle versioni di base montava appunto le classiche sospensioni idropneumatiche derivate da quelle già presenti a suo tempo sulla BX, le versioni più ricche montavano invece un'evoluzione del sistema Idrattiva che aveva esordito alcuni anni prima sulla XM. Tale sistema, che sulla Xantia prende il nome di Idrattiva II, oltre a fungere da stabilizzatore ottimale dell'assetto come nell'ammiraglia di Casa (grazie ai numerosi sensori che rilevano l'angolo di sterzata, l'inclinazione dell'auto e la sua velocità), fungeva anche da antirollio, contrastando la tendenza della vettura a coricarsi di lato durante le curve, ed anzi in alcuni casi costringendola ad inclinarsi nel senso della curva percorsa anziché in senso opposto. Il sistema Hydractive 2, gestito elettronicamente da un'apposita centralina, andava ad interagire con un avantreno dal classico schema MacPherson ed un retrotreno con bracci longitudinali, quest'ultimo progettato e realizzato in modo tale da fornire un leggero effetto autosterzante.

L'impianto frenante era a dischi sulle quattro ruote: i dischi anteriori erano anche autoventilanti. Il dispositivo ABS era di serie solo nelle versioni più ricche, mentre era ottenibile come optional nelle versioni di base.

Lo sterzo era a cremagliera con servoassistenza idraulica.

Al suo esordio, la Xantia era disponibile solo con tre motori a benzina, tutti appartenenti alla famiglia XU:
- 1.8i: 1761 cm³ e 103 CV di potenza massima;
- 2.0i: 1998 cm³ e 123 CV a 5750 giri/min;
- 2.0i 16v: 1998 cm³ e 152 CV a 6500 giri/min.

Tutte le motorizzazioni erano accoppiate ad un cambio manuale a 5 marce, ma in alternativa, come optional, era possibile avere un cambio automatico a 4 rapporti. Quest'ultimo era un cambio automatico "intelligente" in grado di interagire con il propulsore e la centralina e di adattarsi allo stile di guida del conducente.

#### Allestimenti e dotazioni
I livelli di allestimento iniziali erano due: SX e VSX. Il primo, quello meno ricco, era abbinato a tutte le motorizzazioni monoalbero e prevedeva di serie il ricircolo dell'aria, la chiusura centralizzata, i retrovisori esterni elettrici, il sedile posteriore sdoppiabile, le sospensioni posteriori livellanti (con controllo manuale dell'altezza da terra del retrotreno), i vetri elettrici ed il volante regolabile.

L'allestimento VSX, invece, era abbinato inizialmente alle due motorizzazioni da due litri (8v e 16v) e non prevedeva le sospensioni posteriori autolivellanti, ma in compenso offriva, oltre a quanto già previsto sulla versione SX, anche l'ABS, i vetri elettrici posteriori, il climatizzatore (solo sulla 16v) e le sospensioni Idrattiva II.

Era presente inoltre una lista di optional variabile a seconda delle versioni, ma che in generale, per tutte le versioni prevedeva tra l'altro il tettuccio apribile e nelle versioni meno ricche anche l'ABS ed il climatizzatore.

### Evoluzione

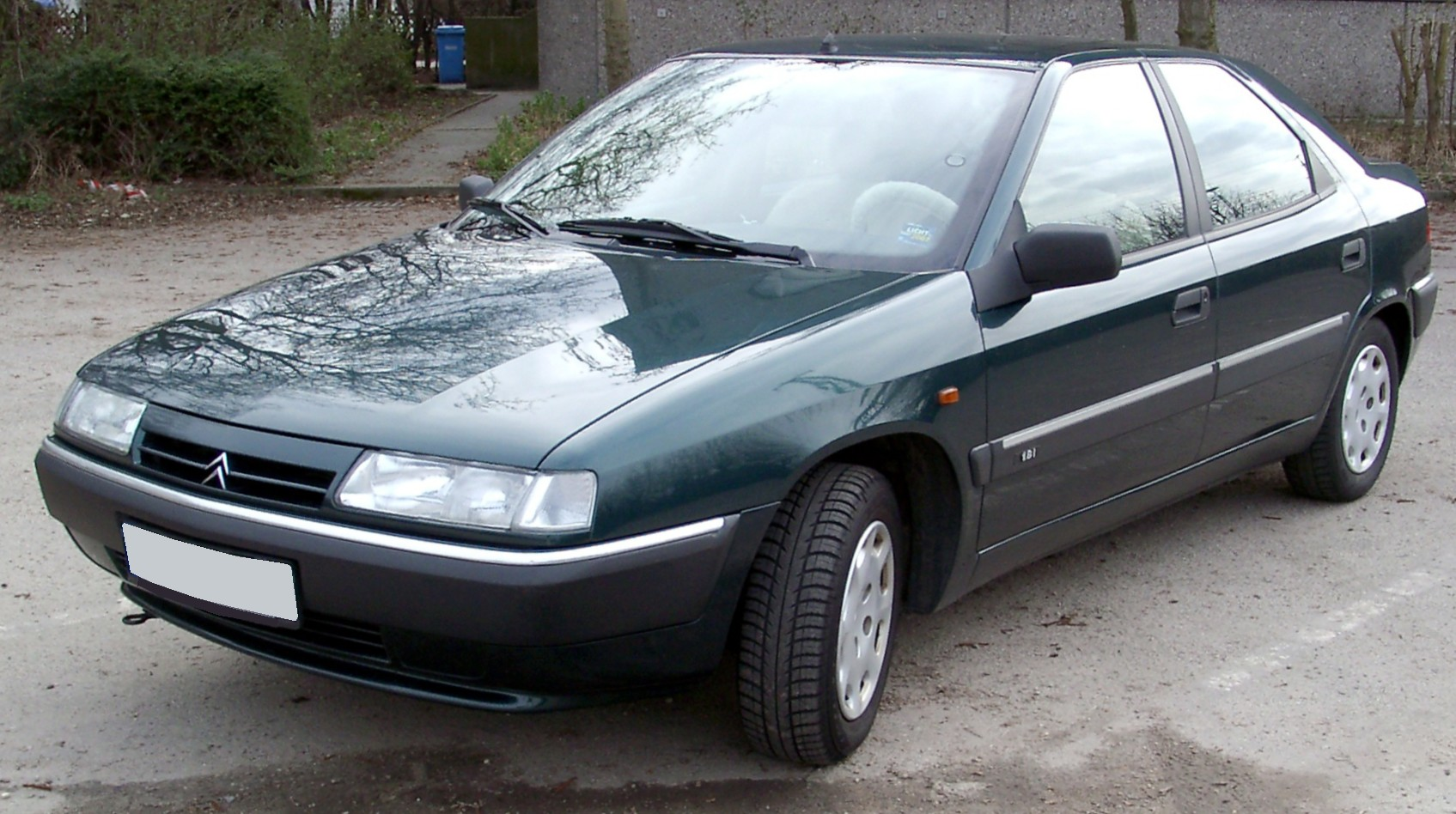
Una Xantia con le modifiche al frontale successive al maquillage del 1995

Le consegne dei primi esemplari di Xantia in Francia risalgono a pochi giorni dopo la presentazione ufficiale, sempre nel marzo del 1993, mentre il mese successivo la vettura cominciò ad essere commercializzata anche in Italia.
La Xantia riscosse subito un buon successo di vendite, poiché rimase comunque fuori dalle righe rispetto alle varie Ford Mondeo e Opel Vectra, sue principali avversarie, e grazie alla sua ricchezza di stile che coniugava eleganza e sportività. Nel corso del 1993, la gamma si ampliò con l'arrivo delle prime versioni diesel: accanto al 1.9 XUD9 aspirato da 71 CV venne introdotto anche la versione sovralimentata mediante turbocompressore, che in questo caso arrivava a sviluppare 92 CV. Nello stesso periodo, venne introdotta anche la versione di base, equipaggiata con il 1.6 XU5 da 89 CV. In concomitanza con il lancio di questa versione e delle versioni a gasolio, venne introdotto anche un quarto livello di allestimento, più semplificato e denominato semplicemente X. Tale livello di allestimento era riservato alla versione 1.6 ed alla 1.9 diesel.

Il 1994 vide la nascita della versione Activa, un vero e proprio livello di allestimento caratterizzato da una nuova evoluzione del sistema di sospensioni Idrattiva II, che consentiva alla vettura di affrontare le curve riducendo ulteriormente il rollio, grazie anche all'utilizzo di barre antirollio di maggior diametro e di martinetti idraulici supplementari.

Nel Luglio del 1994, invece, la Xantia venne sottoposta ad un leggerissimo lifting estetico: la calandra venne leggermente ridisegnata, mentre il double chevron passò dall'estremità anteriore del cofano motore alla calandra stessa. Internamente, la Xantia del 1995 è riconoscibile per il volante, non più a due razze ma a quattro. Contemporaneamente, la gamma si arricchì della Xantia Break, ossia la versione Station wagon, anch'essa destinata a divenire molto apprezzata per le sue ottime capacità di carico. Altre novità nella gamma riguardarono l'arrivo del 2.1 turbodiesel della famiglia XUD, caratterizzato dalla distribuzione a tre valvole per cilindro e della potenza di 109 CV. Altre novità riguardavano le versioni 2 litri a benzina: il 2 litri aspirato da 152 CV venne tolto di produzione, sostituito da un 2 litri turbo con turbocompressore a bassa pressione ed in grado di erogare 150 CV. Il 2 litri monoalbero da 121 CV venne invece confinato alle sole versioni con cambio automatico, mentre quelle a cambio manuale furono equipaggiate con una versione depotenziata del precedente 2 litri bialbero, che in questo caso arrivava ad erogare 132 CV. Sempre in occasione del rinnovamento della gamma, venne introdotto anche un 1.8 bialbero da 110 CV. Tale motore era previsto solo sulle Xantia berlina con cambio manuale. Le berline 1.8 con cambio automatico e le Break 1.8 (con cambio manuale o automatico) montavano ancora il 1.8 monoalbero da 101 CV.
Nel 1996, venne tolto di produzione il 1.9 diesel aspirato: in alcuni mercati, tra cui quello francese, la Xantia 1.9 D venne sostituita dalla Xantia 1.9 SD, in pratica un 1.9 turbodiesel con turbocompressore a bassa pressione. Questa versione non venne mai commercializzata in Italia. Nello stesso anno, il 1.9 TD da 92 CV venne rivisto nell'elettronica e la potenza ebbe una leggera flessione, portandosi a 90 CV.

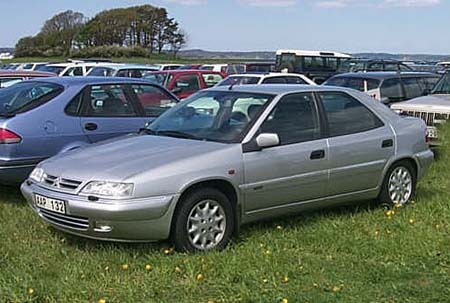
Una Xantia Berlina dopo il restyling avvenuto alla fine del 1997

All'inizio del 1997, la Xantia venne proposta anche con il nuovo motore V6 da 3 litri. Realizzato in collaborazione con Renault, questo motore erogava 194 CV di potenza massima. La Xantia 3.0 V6 venne inizialmente proposta solo su alcuni mercati, tra cui non figurava quello italiano, ed era disponibile nei livelli di allestimento Activa ed Exclusive. Quest'ultimo, che nel frattempo aveva rimpiazzato il livello VSX, era abbinato al cambio automatico a 4 rapporti, mentre la versione Activa montava il classico manuale a 5 marce. Lo stesso anno, nella versione di base, il motore da 1.6 litri venne sostituito da un 1.8 monoalbero depotenziato a 90 CV. Tale versione venne sempre proposta unicamente in allestimento X. 
Per quanto riguarda la sicurezza automobilistica la Xantia è stata tra le prime vetture sottoposte all'appena nato crash test dell'EuroNCAP e ha raggiunto, nel 1997 il punteggio di 1.5 stelle.
Alla fine del 1997, arrivò il restyling di mezza età: i gruppi ottici anteriori vennero ridisegnati ed assunsero un profilo più smussato; anche il paraurti anteriore fu ridisegnato, mentre i fari posteriori ebbero nuove plastiche colorate diversamente. Per quanto riguarda le motorizzazioni, vennero tolti di produzione i due motori monoalbero a benzina (1.8 da 90 CV e 2 litri da 121 CV). Gli allestimenti vennero modificati: l'allestimento X sparì dal listino, mentre il VSX venne sostituito dall'allestimento Exclusive. All'allestimento SX venne affiancato l'allestimento SX Plus.
Nel 1998, il V6 da 3 litri giunse anche in Italia, mentre il 1.8 16v venne proposto anche con cambio automatico. Alla fine dello stesso anno, si ebbe una delle novità più grandi, consistente nell'arrivo del propulsore turbodiesel HDi da 2 litri con tecnologia common rail e con potenza di 109 CV. Tale motore andò a sostituire il 2.1 litri XUD11 con precamera utilizzato fino a quel momento.
Nel 1999, in occasione degli 80 anni della Casa francese, la Xantia fu proposta anche nell'allestimento Millesime, previsto in abbinamento con i motori 1.8 16v e 2.0 HDI. Quest'ultima motorizzazione, tra l'altro, venne proposta nel corso del 1999 anche nella versione senza intercooler, e quindi con potenza ridotta a 90 CV, la quale affiancò ed in seguito sostituì il vecchio 1.9 TD di eguale potenza. Quest'ultimo motore venne invece mantenuto nelle versioni con cambio automatico.
Agli inizi del 2001 la Xantia berlina fu tolta dai listini italiani per lasciare il posto alla Citroën C5, la sua erede. Ma in alcuni mercati, come quello francese, la Xantia continuò ad essere prodotta, sebbene con una gamma molto semplificata, e comprendente il 2 litri a gasolio (sia da 90 che da 109 CV) ed il 1.8 16v da 112 CV. L'anno successivo, dalla maggior parte dei mercati europei fu tolta di produzione anche la versione Break. In Francia, la Xantia continuò ad essere prodotta fino all'ottobre del 2002.

#### La Xantia Break

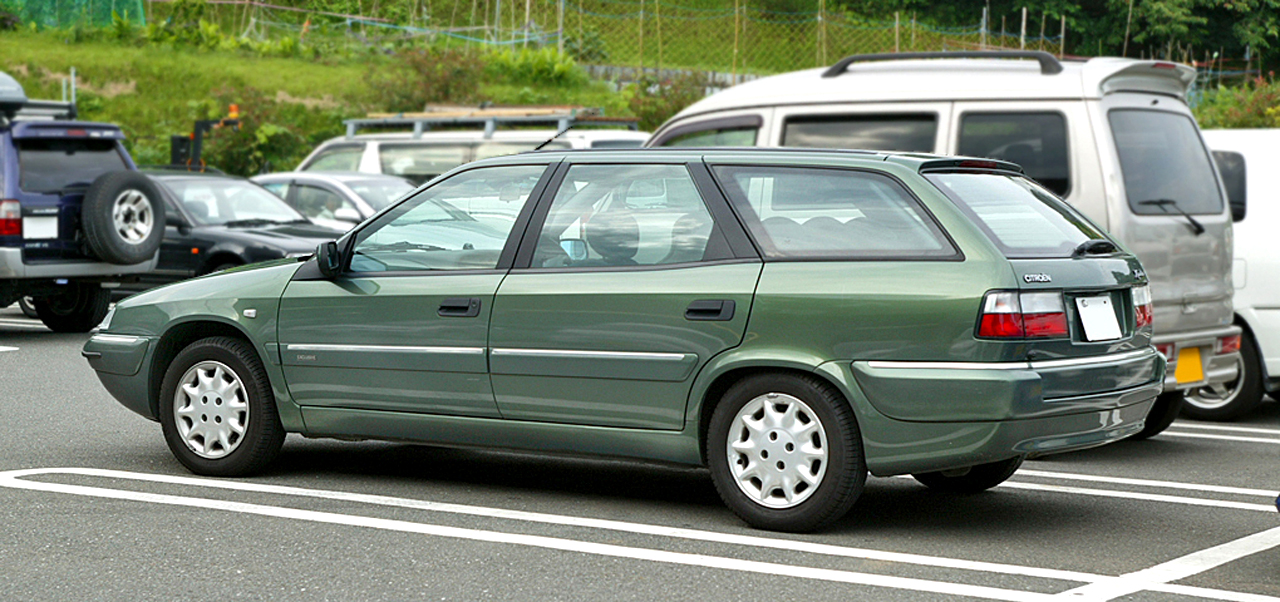
Una Xantia Break

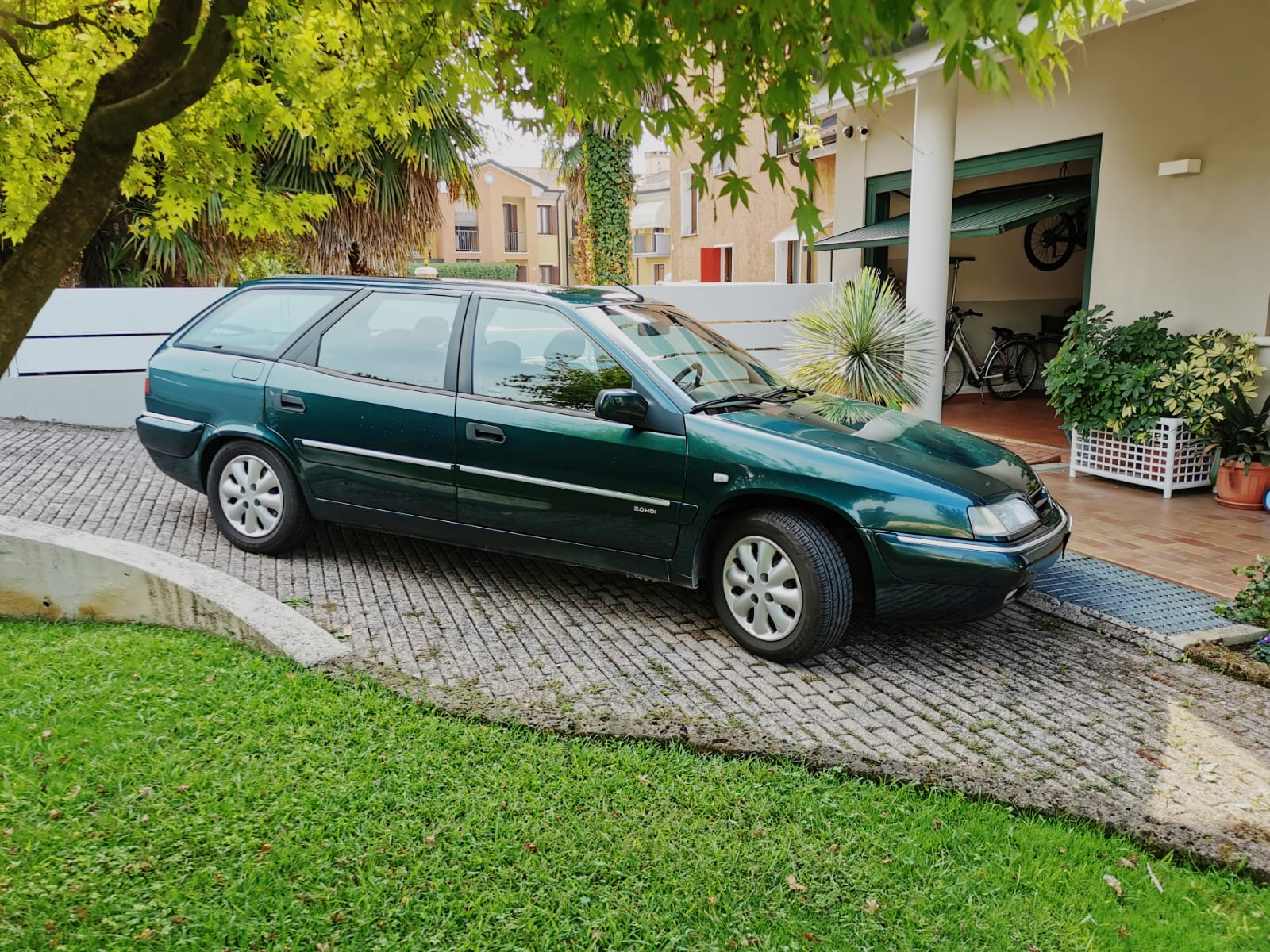

La Xantia Break venne presentata nel 1995 al Salone di Francoforte. La carrozzeria da station wagon fu realizzata dal Centro Stile della Casa francese in collaborazione con la Heuliez, una nota firma dello styling automobilistico.

Anteriormente, la Xantia Break non presentava numerose differenze rispetto alla berlina da cui derivava. La fiancata, invece, mostrava già diverse novità: a parte la zona posteriore ridisegnata ed allungata per avere un bagagliaio di dimensioni generose (la Break era più lunga di 22 cm rispetto alla berlina), era degno di nota l'andamento della linea di cintura, che nella zona posteriore si flette verso l'alto, in modo da rendere più slanciata la vista laterale. La coda, opportunamente ridisegnata, dava la possibilità di avere un vano bagagli all'altezza del tipo di vettura. La capienza, con la vettura in configurazione standard a 5 posti, era di 512 litri, che potevano salire a ben 1.690 abbattendo lo schienale. Quest'ultimo era interfacciato con una spia luminosa che avvertiva in caso di imperfetto ancoraggio.

Al suo esordio, la Xantia Break era disponibile nelle seguenti motorizzazioni:
- 1.8i: è il 1.8 monoalbero da 103 CV già presente anche nella gamma della berlina;
- 2.0i: il 2.0 monoalbero da 121 CV, anch'esso già presente nella berlina;
- 2.0 16v: il 2 litri bialbero da 132 CV;
- 1.9 TD: il 1.9 turbodiesel con precamera in grado di erogare 92 CV.

Non erano quindi presenti alcune motorizzazioni già previste per Xantia berlina, come il 1.6 da 90 CV, il 2 litri turbo da 150 CV ed il 2.1 turbodiesel da 109 CV. Le ultime due vennero comprese nella gamma della Xantia Break a partire dal 1997. Il restyling avvenuto alla fine di quell'anno interessò ovviamente anche la Break.

Nel 1998, il 1.8 16v fino a quel momento riservato alla Xantia berlina venne montato anche sulla Break. Dal 1999, la Break andò di pari passo con le evoluzioni della gamma della berlina e fu prodotta anche in versione V6 3.0.

In Italia, la Break venne tolta di listino nell'estate 2001, sostituita dalla C5 Break.

### Riepilogo caratteristiche
Di seguito vengono riassunte le caratteristiche delle varie versioni previste per la gamma Xantia. I prezzi, espressi in lire, si riferiscono al livello di allestimento più basso ed al momento del debutto in Italia. Anche il periodo di produzione fa riferimento al mercato italiano: le versioni prodotte in Francia fino al 2002 vengono segnalate con una nota in fondo alla tabella.
| Modello | Carrozzeria     | Motore     | Cilindrata cm³ | Alimentazione                                             | Potenza CV/rpm | Coppia Nm/rpm  | Cambio/ N°rapporti | Massa a vuoto (kg) | Velocità max | Acceler. 0–100 km/h | Consumo (l/100 km) | Anni di produzione | Prezzo al debutto in lire x 1000 |
| Versioni a benzina |                 |            |                |                                                           |                |                |                    |                    |              |                     |                    |                    |                                  |
| 1.6i | berlina         | XU5 M3/Z   | 1580           | iniezione elettronica multipoint                          | 88/6000        | 128/2600       | M/5                | 1.170              | 175          | 12"5                | 8                  | 1994-97            | 24.930                           |
| 1.8i X | berlina         | XU7JB      | 1761           | iniezione elettronica multipoint                          | 90/5000        | 150/2600       | M/5                | 1.225              | 180          | 11"7                | 8.9                | 1997-081           | 30.350                           |
| 1.8i | berlina         | XU7JP      | 1761           | iniezione elettronica multipoint                          | 101/6000       | 153/3400       | M/5                | 1.176              | 187          | 11"                 | 8.2                | 1993-95            | 27.600                           |
| 1.8i | berlina         | XU7JP      | 1761           | iniezione elettronica multipoint                          | 101/6000       | 153/3400       | A/4                | 1.203              | 179          | 16"                 | 8.5                | 1995-98            | 36.850                           |
| 1.8i | Break           | XU7JP      | 1761           | iniezione elettronica multipoint                          | 101/6000       | 153/3400       | M/5                | 1.285              | 178          | 14"2                | 8.4                | 1995-98            | 32.900                           |
| 1.8i 16v | berlina         | XU7 JP4    | 1761           | iniezione elettronica multipoint                          | 110/5500       | 155/4250       | M/5                | 1.234              | 194          | 11"9                | 9.2                | 1995-20002         | 35.050                           |
| 1.8i 16v | Break           | XU7 JP4    | 1761           | iniezione elettronica multipoint                          | 110/5500       | 155/4250       | M/5                | 1.312              | 189          | 12"6                | 9.5                | 1998-012           | 35.500                           |
| 2.0i | berlina         | XU10 J2C   | 1998           | iniezione elettronica multipoint                          | 121/5750       | 176/2750       | M/5                | 1.238              | 198          | 10"1                | 8.7                | 1993-95            | 29.900                           |
| 2.0i | berlina         | XU10 J2C   | 1998           | iniezione elettronica multipoint                          | 121/5750       | 176/2750       | A/4                | 1.260              | 195          | 14"                 | 9.2                | 1995-97            | 43.750                           |
| 2.0i | Break           | XU10 J2C   | 1998           | iniezione elettronica multipoint                          | 121/5750       | 176/2750       | A/4                | 1.348              | 193          | 14"8                | 9.4                | 1995-97            | 43.850                           |
| 2.0i 16v | berlina         | XU10J4R/LZ | 1998           | iniezione elettronica multipoint                          | 152/6500       | 182.5/3500     | M/5                | 1.325              | 213          | 10"6                | 9                  | 1993-95            | 39.000                           |
| 2.0i 16v | berlina         | XU10J4R    | 1998           | iniezione elettronica multipoint                          | 132/5500       | 180/4200       | M/5                | 1.299              | 203          | 11"                 | 8.4                | 1995-2000          | 36.250                           |
| 2.0i 16v | Break           | XU10J4R    | 1998           | iniezione elettronica multipoint                          | 132/5500       | 180/4200       | M/5                | 1.352              | 198          | 11"4                | 8.6                | 1995-01            | 39.900                           |
| 2.0i Turbo | berlina         | XU10J2TE   | 1998           | Iniezione elettronica + turbocompressore + intercooler    | 147/5300       | 235/ 2500-4000 | M/5                | 1.376              | 213          | 10"4                | 9.3                | 1995-97            | 48.200                           |
| 2.0i Turbo | Break           | XU10J2TE   | 1998           | Iniezione elettronica + turbocompressore + intercooler    | 147/5300       | 235/ 2500-4000 | M/5                | 1.426              | 205          | 10"8                | 9.5                | 1996-97            | 47.950                           |
| 3.0i V6 | berlina e break | ES9J4      | 2946           | Iniezione elettronica multipoint                          | 194/ 5500-5750 | 267/4000       | M/5                | 1.468              | 230          | 8"1                 | 10.9               | 1998-2000          | 49.500                           |
| Versioni diesel |                 |            |                |                                                           |                |                |                    |                    |              |                     |                    |                    |                                  |
| 1.9 D | berlina         | XUD9/Z     | 1905           | iniezione indiretta con pompa rotativa                    | 69/4600        | 120/2000       | M/5                | 1.210              | 160          | 19"9                | 6.3                | 1993-96            | 28.330                           |
| 1.9 TD | berlina         | XUD9TE/Y   | 1905           | iniezione indiretta con pompa rotativa e turbocompressore | 92/4000        | 196/2250       | M/5                | 1.252              | 180          | 13"9                | 6.5                | 1993-96            | 33.000                           |
| 1.9 TD | berlina         | XUD9TE/Y   | 1905           | iniezione indiretta con pompa rotativa e turbocompressore | 90/4000        | 196/2200       | M/5                | 1.252              | 180          | 13"9                | 6.5                | 1996-99            | 39.600                           |
| 1.9 TD | berlina         | XUD9TE/Y   | 1905           | iniezione indiretta con pompa rotativa e turbocompressore | 90/4000        | 196/2200       | A/4                | 1.336              | 175          | 15"8                | 8.6                | 1999-2000          | 39.522                           |
| 1.9 TD | Break           | XUD9TE/Y   | 1905           | iniezione indiretta con pompa rotativa e turbocompressore | 92/4000        | 196/2250       | M/5                | 1.353              | 174          | 15"1                | 6.6                | 1995-96            | 37.600                           |
| 1.9 TD | Break           | XUD9TE/Y   | 1905           | iniezione indiretta con pompa rotativa e turbocompressore | 90/4000        | 196/2200       | M/5                | 1.353              | 174          | 15"1                | 6.6                | 1996-99            | 39.650                           |
| 1.9 TD | Break           | XUD9TE/Y   | 1905           | iniezione indiretta con pompa rotativa e turbocompressore | 90/4000        | 196/2200       | A/4                | 1.389              | 173          | 16"6                | 8.7                | 1999-01            | 40.522                           |
| 2.0 HDi (90 CV) | berlina         | DW10A      | 1997           | iniezione diretta turbodiesel common rail                 | 90/4000        | 205/1750       | M/5                | 1.365              | 178          | 13"                 | 5.9                | 1998-20002         | 38.942                           |
| 2.0 HDi (90 CV) | Break           | DW10A      | 1997           | iniezione diretta turbodiesel common rail                 | 90/4000        | 205/1750       | M/5                | 1.420              | 175          | 13"5                | 6.1                | 1998-012           | 39.942                           |
| 2.0 HDi (109 CV) | berlina         | DW10ATED   | 1997           | iniezione diretta turbodiesel common rail                 | 109/4000       | 250/1750       | M/5                | 1.410              | 191          | 12"5                | 5.8                | 1998-20002         | 42.772                           |
| 2.0 HDi (109 CV) | Break           | DW10ATED   | 1997           | iniezione diretta turbodiesel common rail                 | 109/4000       | 250/1750       | M/5                | 1.460              | 191          | 12"8                | 5.9                | 1998-012           | 43.772                           |
| 2.1 TD | berlina         | XUD11BTE   | 2088           | Iniezione indiretta, turbocompressore e intercooler       | 109/4300       | 250/2000       | M/5                | 1.385              | 190          | 12"5                | 6.4                | 1995-98            | 48.100                           |
| 2.1 TD | Break           | XUD11BTE   | 2088           | Iniezione indiretta, turbocompressore e intercooler       | 109/4300       | 250/2000       | M/5                | 1.436              | 185          | 12"7                | 6.9                | 1996-98            | 51.050                           |
| 1fino al 1999 in altri mercati (per esempio la Germania) e fino al 2001 in altri ancora (per esempio in Olanda) 2fino al 2002 in Francia |                 |            |                |                                                           |                |                |                    |                    |              |                     |                    |                    |                                  |